# Kuschuhum
Kuschuhum (ukrainisch Кушугум; russisch Кушугум Kuschugum) ist eine Siedlung städtischen Typs in der ukrainischen Oblast Saporischschja mit 7000 Einwohnern (2024).

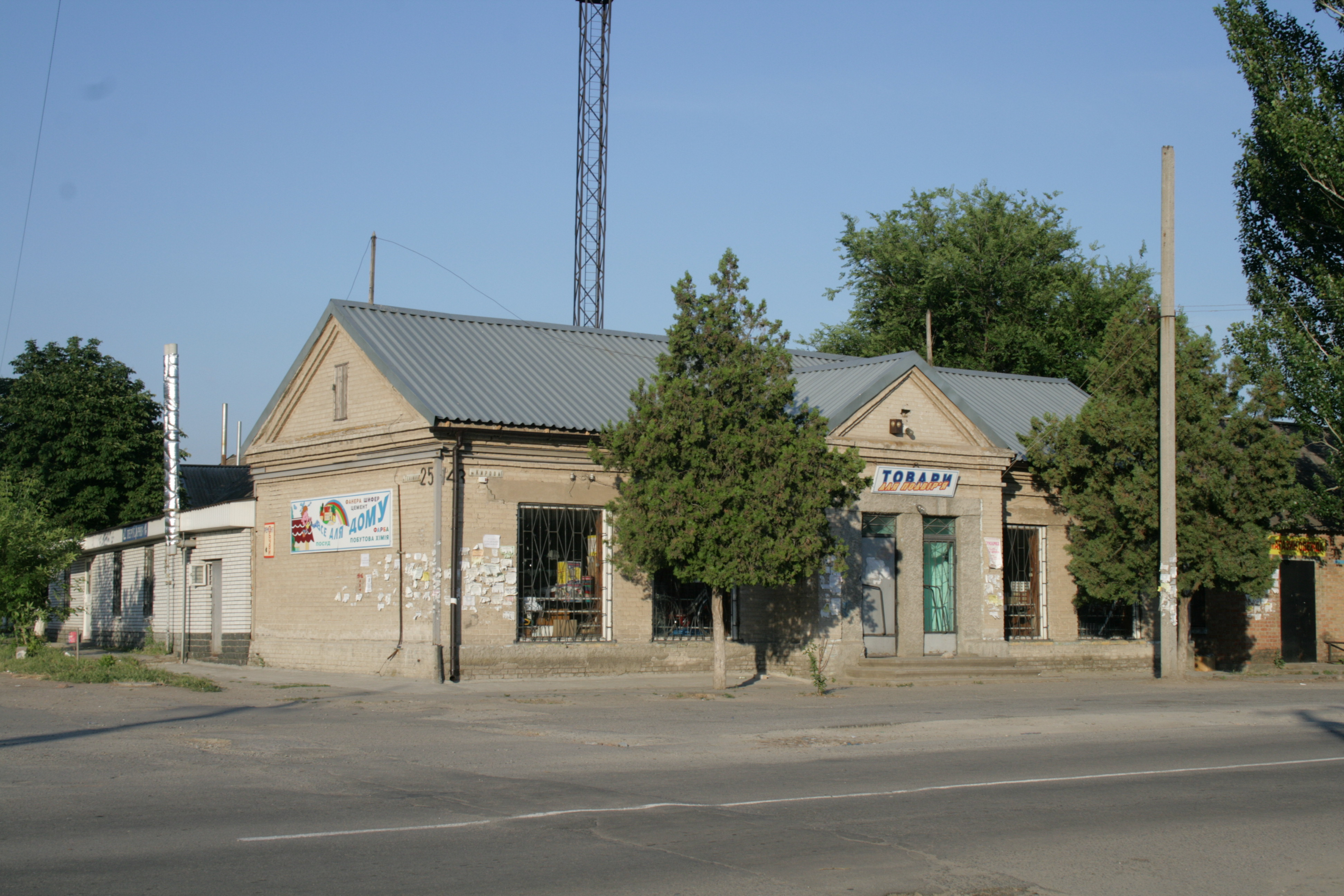
Geschäftshaus im Ort

Die Siedlung liegt am Beginn des zum Kachowkaer Stausee angestauten Dnepr kurz hinter der Insel Chortyzja und der Stadt Saporischschja.

## Verwaltungsgliederung
Am 12. Juni 2020 wurde die Siedlung zum Zentrum der neugegründeten Siedlungsgemeinde Kuschuhum (Кушугумська селищна громада/Kuschuhumska selyschtschna hromada). Zu dieser zählen auch die 2 Siedlungen städtischen Typs Balabyne und Malokateryniwka, bis dahin bildete sie die gleichnamige Siedlungsratsgemeinde Kuschuhum (Кушугумська селищна рада/Kuschuhumska selyschtschna rada) im Südosten des Rajons Saporischschja.
Folgende Orte sind neben dem Hauptort Kuschuhum Teil der Gemeinde:
| Name                     | Name            | Name                              |
| ukrainisch transkribiert | ukrainisch      | russisch                          |
| ------------------------ | --------------- | --------------------------------- |
| Balabyne                 | Балабине        | Балабино (Balabino)               |
| Malokateryniwka          | Малокатеринівка | Малокатериновка (Malokaterinowka) |